# Mozgowo (Zalewo)
Mozgowo (deutsch Nosewitz) ist ein Ort in der polnischen Woiwodschaft Ermland-Masuren. Er gehört zur Gmina Zalewo (Stadt-und-Landgemeinde Saalfeld) im Powiat Iławski (Kreis Deutsch Eylau).

## Geographische Lage
Mozgowo liegt 500 Meter östlich des Duben-Sees (polnisch Jezioro Dauby) im Westen der Woiwodschaft Ermland-Masuren, 203 Kilometer südwestlich der einstigen Kreisstadt Mohrungen (polnisch Morąg) bzw. 20 Kilometer nordöstlich der heutigen Kreismetropole Iława (deutsch Deutsch Eylau).

## Geschichte
Das damalige Nossewitz (nach 1785 Noswitz) wurde 1470 zum ersten Mal urkundlich erwähnt. Der kleine Gutsort kam etwa 1908 zum Amtsbezirk Karnitten (polnisch Karnity) im damaligen ostpreußischen Kreis Mohrungen. Im Jahre 1910 zählte Nosewitz 57 Einwohner.
Am 30. September 1928 gab Nosewitz seine Eigenständigkeit auf und schloss sich mit den Nachbarorten Groß- und Klein Karnitten (polnisch Karnity bzw. Karnitki) zur neuen Landgemeinde Karnitten zusammen.
Mit dem gesamten südlichen Ostpreußen wurde Nosewitz 1945 in Kriegsfolge an Polen abgetreten. Das Dorf erhielt die polnische Namensform „Mozgowo“ und ist heute eine Ortschaft innerhalb der Stadt-und-Landgemeinde Zalewo (Saalfeld) im Powiat Iławski (Kreis Deutsch Eylau), bis 1998 der Woiwodschaft Olsztyn, seither der Woiwodschaft Ermland-Masuren zugehörig.

## Kirche
Bis 1945 war Nosewitz in die evangelische Kirche Schnellwalde (polnisch Boreczno) in der Kirchenprovinz Ostpreußen der Kirche der Altpreußischen Union sowie in die römisch-katholische Kirche Mohrungen  (polnisch Morąg) eingepfarrt.
Heute gehört Mozgowo katholischerseits zur Pfarrei Boreczno (Schnellwalde) im Bistum Elbląg (Elbing), außerdem evangelischerseits zur Kirchengemeinde Iława (Deutsch Eylau) der Pfarrei Ostróda (Osterode in Ostpreußen) in der Diözese Masuren der Evangelisch-Augsburgischen Kirche in Polen.

## Verkehr
Mozgowo liegt an einer Nebenstraße, die von Wielowieś (Dittersdorf) zur verwaisten Ortsstelle Karczmisko (Kraggenkrug) bei Urowo (Auer) führt. Nebenstraßen von Bynowo (Bienau) sowie von Boreczno (Schnellwalde) kommend enden in Mozgowo.
Eine Anbindung an den Bahnverkehr besteht nicht.